# Paha laticollis
Paha laticollis är en skalbaggsart som först beskrevs av Leconte 1863.  Paha laticollis ingår i släktet Paha och familjen barkbaggar. Inga underarter finns listade i Catalogue of Life.